# Alberich
Alberich je mitski čarobnjak koji se spominje u legendama o Merovinzima, prvoj franačkoj dinastiji. Smatra se da je bio jedna od inspiracija za lik Oberona u Shakespeareovoj komediji San ljetne noći.
U Pjesmi Nibelunga se, pak, opisuje kao patuljak koji čuva blago Nibelunga, ali ga na kraju porazi Siegfried.
U nekim izvorima se poistovjećuje s likom Andvarija iz nordijske mitologije. 
Richard Wagner ga je u svom opernom ciklusu Prsten Nibelunga opisao kao kombinaciju skandinavskog Andvarija i Albericha iz germanske mitologije.